# Cliff Bleszinski

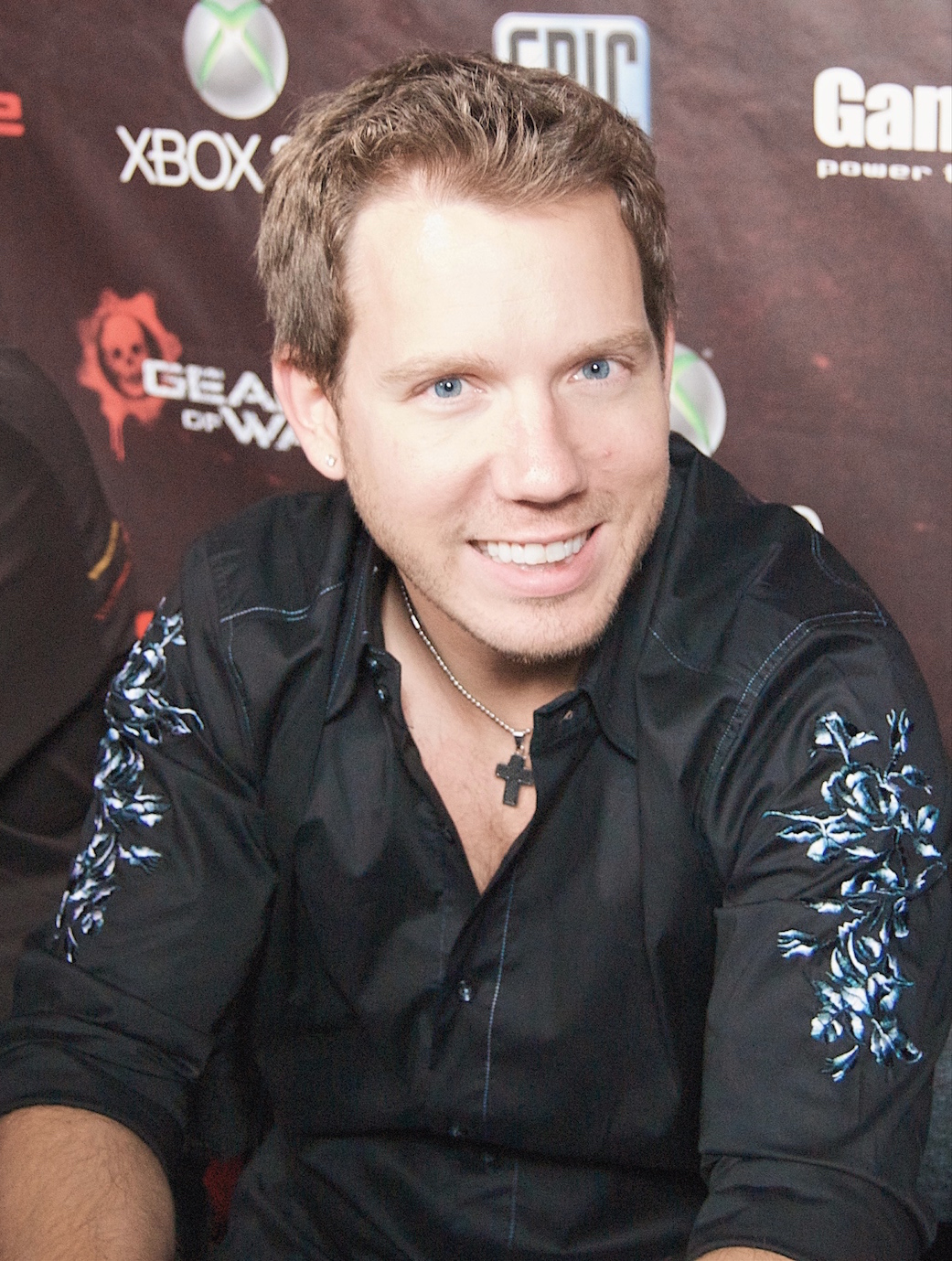
Cliff Bleszinski beim Launchevent zu Gears of War 2 im Universal CityWalk, Los Angeles (2008)

Clifford Michael Bleszinski (* 12. Februar 1975 in North Andover, Massachusetts), genannt Cliff oder CliffyB, ist ein US-amerikanischer Videospielentwickler. Als langjähriger Mitarbeiter und Design Director des Entwicklerstudios Epic Games war er unter anderem an der Entwicklung der Spieleserien Unreal, insbesondere Unreal Tournament, und Gears of War beteiligt. 2009 wurde er von IGN zu den 100 bedeutendsten Spieleentwicklern aller Zeiten gezählt.

## Persönliches
Bleszinskis Spitzname „CliffyB“ war ein ursprünglich abwertend gemeinte Verballhornung seines Namens aus Teenagerzeiten. Seit 2008 nutzt Bleszinski den Namen nicht mehr aktiv, wird jedoch oftmals in der Öffentlichkeit weiterhin unter diesem Namen geführt. Er hat einen Bruder namens Tyler Bleszinski, ein Sport-Blogger und Gründer der Sportnews-Seite Athletics Nation und des Online-Medienunternehmens Vox Media. Bleszinski bezeichnet den japanischen Spieleentwickler Shigeru Miyamoto als größten Einfluss für seine Arbeiten.

## Karriere

### Anfänge
Sein erstes kommerzielles Spiel, ein Point-and-Click-Adventure mit dem Titel The Palace of Deceit: Dragon's Plight, entwickelte Bleszinski im Alter von 17 Jahren. Bleszinski war zu diesem Zeitpunkt Schüler an der Bonita High School in La Verne, Kalifornien, und veröffentlichte das Spiel 1991 über sein eigenes Unternehmen Game Syndicate Productions. Er schickte eine Kopie des Spiels an Tim Sweeney, den Gründer von Epic Games (zu diesem Zeitpunkt bekannt als Epic MegaGames). Sweeney war von dem Spiel beeindruckt und gab Bleszinski einen Job bei Epic.

### Epic Games
Bleszinskis erstes Spiel nach seinem Einstand bei Epic war das 1993 veröffentlichte Point-and-Click-Adventure Dare to Dream. 1994 folgte eines der ersten größeren Projekte Epics, das Jump ’n’ Run Jazz Jackrabbit, das 1998 mit Jazz Jackrabbit 2 fortgesetzt wurde. Bleszinski war auch an der Entwicklung der diversen Ableger und Erweiterungen wie dem Weihnachtslevel Jazz Jackrabbit: Holiday Hare beteiligt.
Zu seinen bekanntesten Arbeiten zählte die Beteiligung an dem Ego-Shooter Unreal, der ursprünglich auf eine Idee des Epic-Designers James Schmalz zurückging. Bleszinski und Schmalz fungierten beide als Lead Designer des Spiels. Es handelte sich um Epics bis dato größtes Projekt und erwies sich nach der Veröffentlichung im Mai 1998 als großer Erfolg. Es folgten ein Nachfolger, sowie die Ablegerreihen Unreal Tournament mit vier Titeln und Unreal Championship mit zwei Titeln, an denen Bleszinski ebenfalls beteiligt war. Mit der für das Spiel entwickelten Unreal Engine wurde Epic auch zu einem führenden Anbieter für Computerspiel-Grafikengines.
Bleszinski arbeitete weiterhin als Lead Designer an dem 2006 veröffentlichten Actionspiel Gears of War für die Microsoft-Spielkonsole Xbox 360, sowie als Design Director an den Nachfolgern Gears of War 2 (2008) und Gears of War 3 (2011). In dieser Position war er zudem in die Entwicklung weiterer Titel mit Epics Beteiligung einbezogen.

### Abschied von Epic
Am 3. Oktober 2012 kündigte Bleszinski seinen Abschied von Epic Games an. Als Begründung gab er an, nach 20 Jahren Unternehmenszugehörigkeit einen neuen Karriereabschnitt beginnen wolle und eine Pause benötige, nachdem er seit dem Teenageralter   Computerspiele entwickelt habe.

### Boss Key Productions
Am 30. April 2014 gründete Bleszinski das Studio Boss Key Productions in North Carolina. Das erste Spiel, das ursprünglich unter dem Code-Namen Blue Streak entwickelt wurde, heißt LawBreakers und erschien am 8. August 2017 für Windows und PlayStation 4.
Am 14. Mai 2018 kündigte Bleszinski die Auflösung von Boss Key Productions an und verwies auf glanzlose Verkäufe.

## Ludografie
- The Palace of Deceit: the Dragon's Plight (1992)
- Dare to Dream Volume One: In a Darkened Room (1993)
- Jazz Jackrabbit (1994)
- Unreal (1998)
- Jazz Jackrabbit 2 (1998)
- Unreal Tournament (1999)
- Unreal Tournament 2003 (2002)
- Unreal Championship (2002)
- Jazz Jackrabbit Advance (2002)
- Devastation (2003)
- Unreal Tournament 2004 (2004)
- Unreal Championship 2: The Liandri Conflict (2005)
- Gears of War (2006)
- Gears of War 2 (2008)
- Shadow Complex (2009)
- Fat Princess (2009)
- Lost Planet 2 (2010)
- Bulletstorm (2011)
- Gears of War 3 (2011)
- Gears of War: Judgment (2013)
- LawBreakers (2016)
- Radical Heights (Entwicklung eingestellt)